# Ланьон (кантон)
Ланьо́н (фр. Lannion) — кантон во Франции, находится в регионе Бретань, департамент Кот-д’Армор. Входит в состав округа Ланьон.

## Коммуны кантона
До 2015 года в состав кантона входили коммуны:
| Коммуна            | Население, чел. (1999) | Почтовый индекс | Код INSEE |
| ------------------ | ---------------------- | --------------- | --------- |
| Кауэннек-Ланвезеак | 628                    | 22300           | 22030     |
| Ланьон             | 18 368                 | 22300           | 22113     |
| Плубер             | 2 624                  | 22300           | 22211     |
| Плулех             | 1 466                  | 22300           | 22224     |
| Роспес             | 1 525                  | 22300           | 22265     |

В результате реформы 2015 года состав кантона изменился; его покинули коммуны Кауэннек-Ланвезеак и Плубер.

## Состав кантона с 22 марта 2015 года
В состав кантона входят коммуны (население по данным Национального института статистики за 2019 г.):
- Ланьон (20 210 чел.)
- Плулех (1 579 чел.)
- Роспес (1 763 чел.)

## Население
| 1962   | 1968   | 1975   | 1982   | 1990   | 1999   | 2006   | 2012   | 2016   |
| ------ | ------ | ------ | ------ | ------ | ------ | ------ | ------ | ------ |
| 13 362 | 16 295 | 21 551 | 22 766 | 23 275 | 24 611 | 26 454 | 27 278 | 23 249 |

## Политика
На президентских выборах 2022 г. жители кантона отдали в 1-м туре Эмманюэлю Макрону 29,5 % голосов против 27,1 % у Жана-Люка Меланшона и 15,8 % у Марин Ле Пен; во 2-м туре в кантоне победил Макрон, получивший 70,5 % голосов. (2017 год. 1 тур: Эмманюэль Макрон – 30,5 %, Жан-Люк Меланшон – 24,2 %, Франсуа Фийон – 14,1 %, Марин Ле Пен – 11,9 %; 2 тур: Макрон – 80,9 %. 2012 год. 1 тур: Франсуа Олланд — 34,7 %, Николя Саркози — 16,2 %, Жан-Люк Меланшон — 14,2 %; 2 тур: Олланд — 68,8 %).
С 2021 года кантон в Совете департамента Кот-д’Армор представляют член совета города Ланьон Мари-Анник Гийу (Marie-Annick Guillou) (Европа Экология Зелёные) и вице-мэр Ланьона Патрис Керван (Patrice Kervaon) (Социалистическая партия).
|                | Кандидаты                        | Партия                   | Первый тур | Первый тур     | Второй тур | Второй тур |
| Кол-во голосов | Кандидаты                        | Партия                   | % голосов  | Кол-во голосов | % голосов  |            |
| -------------- | -------------------------------- | ------------------------ | ---------- | -------------- | ---------- | ---------- |
|                | Мари-Анник Гийу Патрис Керван    | Левый блок               | 2 837      | 48,44          | 3 637      | 66,03      |
|                | Гвенваэль Лесерф Патрисия Эго    | Правоцентристский блок   | 1 335      | 22,79          | 1 871      | 33,97      |
|                | Розан Ле Бра Орельен Метер       | Национальное объединение | 796        | 13,59          |            |            |
|                | Филипп Ле Бурдон Беренжер Стрбик | Непокоренная Франция     | 677        | 11,56          |            |            |
|                | Карин Вебер Эрве Шубер           | Крайне левые             | 212        | 3,62           |            |            |

|                | Кандидаты                    | Партия             | Первый тур | Первый тур     | Второй тур | Второй тур |
| Кол-во голосов | Кандидаты                    | Партия             | % голосов  | Кол-во голосов | % голосов  |            |
| -------------- | ---------------------------- | ------------------ | ---------- | -------------- | ---------- | ---------- |
|                | Патрис Керван Клодин Фежан   | Левый блок         | 2 859      | 34,31          | 4 595      | 62,14      |
|                | Сильви Жеанно Жан-Ив Руэ     | Разные правые      | 1 680      | 20,16          | 2 799      | 37,86      |
|                | Франсуаза Ле Мен Седрик Сёро | Разные левые       | 1 392      | 16,70          |            |            |
|                | Раймон Блан Алиса Люка       | Национальный фронт | 1 232      | 14,78          |            |            |
|                | Жан-Ив Каллак Каролин Кенья  | Разные левые       | 797        | 9,56           |            |            |
|                | Жоэль Бубунель Ян Геген      | Крайне левые       | 374        | 4,49           |            |            |